# Tall ar-Ra's
Tall ar-Ra's (hebr. Giw'at Jasaf, ang. Tell er-Ras) – najbardziej na północ wysunięty wierzchołek szczytu Gerizim górującym nad miastem Nablus w Palestynie.
Na szczycie wierzchołka zidentyfikowano 10-metrowej wysokości platformę (o wymiarach 65 × 44 m), na której w połowie II w. n.e. miała stać świątynia poświęcona Zeusowi (wymiary 14 × 21 m). Znalezione w tym miejscu monety noszą grecką inskrypcję ΦΛ ΝΕΑΣΠΟΛΕΩΣ ΣΥΡΙΑΣ ΠAΛΑΙΣΤΙΝΗΣ (Fl[avia] Neapolis Syrii Palestyńskiej) i są datowane na panowanie cesarza Antoninusa Piusa. Monety te prócz świątyni przedstawiają monumentalne schody, które łączyły świątynię z miastem (dzisiejsze Nablus). W końcu II w. świątynia zawaliła się lub też została zburzona. Nowa świątynia (o 2,5 m wyższa) została wybudowana na początku następnego stulecia, prawdopodobnie za panowania cesarza Karakalli. Zapewne nie przetrwała ona do IV w., jako że Pielgrzym z Bordeaux (anonimowy podróżnik judeochrześcijański pielgrzymujący z Bordeaux we Francji do Jerozolimy około 333 r.) poświadcza jedynie istnienie 1300 schodów prowadzących do szczytu Tall ar-Ra's, nie wspominając nic o świątyni: Ibi est mons agazaren: ibi dicunt samaritani abraham sacrificium obtulisse, et ascenduntur usque ad summum montem gradi numero mccc (Itinerarium Burdigalense, nr 587). Odnaleziono 65 schodów wykutych w skale.